# FC Ingolstadt 04
A Fußball-Club Ingolstadt 04 e.V. egy ingolstadti székhelyű német labdarúgóklub, amely 2004-ben jött létre az ESV Ingolstadt és az MTV Ingolstadt egyesülésével. 2015 óta a csapat a német első osztályban szerepel.

## Története

### MTV Ingolstadt
Az MTV Ingolstadt sportklub 1881-ben alakult a bajoroszági Ingolstadt városában. A csapat sokáig a rivális ESV Ingolstadt árnyékában, a tartomány alacsonyabb osztályaiban szerepelt. A második világháború alatt átmenetileg egyesültek az ESV-vel, majd a háború után már újra külön szerepeltek a Landesliga Bayernben (később Amateurliga Bayern). Az 50-es években egyre hanyatló formát mutattak, még a tartományi másodosztályból is kiestek. 1965-ben az ötödosztály, majd 1966-ban a negyedosztály bajnokai lettek, így végre visszajutottak az aktuális harmadosztályt jelentő Landesligába. A következő években sokat "lifteztek" a harmad- és negyedosztály között. 1978 és 1980 között két szezont is töltöttek a nemzeti másodosztályban (2. Bundesliga Süd). Egy évvel később ugyan még megnyerték a tartományi bajnokságot, de a másodosztály egységesítése miatt így sem jutottak fel. A 2. Bundesliga közelébe ezután már nem kerültek, de egy darabig sikerrel őrizték meg tagságukat a harmadosztályban, később a negyed- és ötödosztály között ingáztak. 2004-ben, az ötödosztály aktuális bajnokaként egyesültek a városi rivális ESV Ingolstadttal.

### ESV Ingolstadt
Az ESV Ingolstadt alapjai az első világháborúig nyúlnak vissza. 1919-ben több kisebb sportklub alakult Ingolstadt városában, ezekből pár Turnverein Ringsee néven egyesült 1920-ban. Ugyancsak két kisebb klub összeolvadásából született meg 1925-ben a VfB Ingolstadt-Ringsee, mely már komoly szerepet töltött be a vidék futballéletében. 1946-ban az előbbi két sportklub VfL Ingolstadt-Ringsee néven egyesült, majd 1951-ben nevét ESV Ingolstadt Ringsee-re változtatta. A labdarúgócsapat kezdetben a tartományi bajnokság első és másodosztályában szerepelt. A második világháború alatt átmenetileg egyesültek az MTV Ingolstadttal, ám a háború után újra külön szerepeltek a Landesliga Bayernben (később Amateurliga Bayern). 1960-ban kiestek a tartomány másodosztályába, ám gyorsan visszakapaszkodtak, sőt, nem sokkal később már az országos másodosztályban (2. Oberliga Süd, később Regionalliga Süd) játszottak. 1966-ban visszaestek a tartományi első osztályba, majd két évvel később visszajutottak, ezúttal négy szezont töltöttek a másodosztályban. A klub 1979-ben érte el legnagyobb sikerét, amikor egyrészt a tartományi első osztály bajnoka lett, másrészt megnyerte a német amatőr bajnokságot. A döntőben a berlini Hertha Zehlendorf csapatát múlták felül. A 2. Bundesliga Südben két idényt töltöttek, majd az egységes másodosztály miatti létszámleépítés miatt ismét kiestek a tartományi bajnokságba. Az évek során egyre lejjebb csúsztak, megjárták a hetedosztályt is, végül 2004-ben a hatodosztály tagjaként, anyagi problémáktól sújtva döntöttek úgy, hogy egyesülnek a rivális MTV Ingolstadt csapatával.

### FC Ingolstadt 04
2004 nyarán az MTV Ingolstadt és az ESV Ingolstadt egyesülésével létrejött az FC Ingolstadt 04, mely a magasabban jegyzett MTV-nek köszönhetően a negyedosztályban (Oberliga Bayern) kezdte meg szereplését. Az új csapat első idényében rögtön második lett, majd egy évvel később megnyerte a bajnokságot és feljutott a harmadosztályba (Reginalliga Süd). Itt egy remek ötödik helyezést követően a 2007-08-as idényben meglepetésre a második helyen végeztek és feljutottak a másodosztályba (2. Bundesliga). A lendület megtorpanni látszott, amikor egy szezon után kiestek az újonnan egységessé váló 3. Ligába, ám itt az idény végén rögtön a harmadik, osztályozós helyen végeztek. A feljutásért a Hansa Rostockot kellett felülmúlniuk, amit meg is tettek és kettős győzelemmel jutottak vissza a másodosztályba. A következő négy idény során folyamatosan javult teljesítményük, míg eleinte a kiesés ellen küzdöttek, később már stabil középcsapatnak számítottak. A 2014-15-ös idény azonban váratlan sikert hozott. Az Ingolstadt remekül játszva, szinte az egész bajnokság során a tabellát magabiztosan vezetve megnyerte a másodosztályt és feljutott a Bundesligába.

Első Bundesliga idényükben stabil középcsapatként teljesítettek, nem lőttek, de nem is kaptak sok gólt. A szezont a 11. helyen fejezték be.

## Játékosok

### Jelenlegi keret
2016. július 28. szerint.
| 01 | Ørjan Nyland    | Norvégia                   |
| 24 | Fabijan Buntić  | Horvátország · Németország |
| 35 | Martin Hansen   | Dánia                      |
| 39 | Christian Ortag | Németország                |

| 17 | Hauke Wahl      | Németország              |
| 18 | Romain Brégerie | Franciaország            |
| 23 | Robert Bauer    | Németország · Kazahsztán |
| 28 | Tobias Levels   | Németország              |
| 29 | Markus Suttner  | Ausztria                 |
| 34 | Marvin Matip    | Kamerun · Németország    |

| 06 | Alfredo Morales   | USA · Németország |
| 08 | Roger             | Brazília          |
| 10 | Pascal Groß       | Németország       |
| 13 | Robert Leipertz   | Németország       |
| 19 | Max Christiansen  | Németország       |
| 21 | Sonny Kittel      | Németország       |
| 22 | Nico Rinderknecht | Németország       |
| 31 | Maurice Multhaup  | Németország       |
| 36 | Almog Cohen       | Izrael            |

| 07 | Mathew Leckie    | Ausztrália  |
| 09 | Moritz Hartmann  | Németország |
| 11 | Darío Lezcano    | Paraguay    |
| 14 | Stefan Lex       | Németország |
| 16 | Lukas Hinterseer | Ausztria    |

### Játékosok kölcsönben
| #  |     | Poszt | Név                                                                  |
| -- | --- | ----- | -------------------------------------------------------------------- |
| –– | GER | KP    | Thomas Pledl (kölcsönben az SV Sandhausen csapatánál 2017. júniusig) |

## Sikerei
| - Bundesliga 2 (II) - Bajnok: 2015 - Regionalliga Süd (III) - Ezüstérmes: 2008 - Bayernliga (IV) - Bajnok: 2006 - Ezüstérmes: 2005, 2011‡ - Landesliga Bayern-Süd (V) - Ezüstérmes: 2008‡ - Bezirksoberliga Oberbayern (VI) - Ezüstérmes: 2006‡ | - Bajorország Kupa - Döntős: 2005 - Oberbayern Cup - Győztes: (3) 2005, 2006, 2007 - Under 17 Bayernliga - Győztes: 2013 - Under 15 Bayernliga - Győztes: 2014 |

- ‡ Tartalék csapat

## Korábbi vezetőedzők
Az alábbi lista a klub vezetőedzőit mutatja be a megalapítástól kezdve.
| Menedzser         | Kezdet             | Bejefezés            |
| Jürgen Press      | 2005. július 1.    | 2008. január 1.      |
| Thorsten Fink     | 2008. január 5.    | 2009. április 21.    |
| Horst Köppel      | 2009. április 27.  | 2009. november 8.    |
| Michael Wiesinger | 2009 november 9    | 2010. november 6.    |
| Benno Möhlmann    | 2010. november 7.  | 2011. november 9.    |
| Tomas Oral        | 2011. november 10. | 2013. május 27.      |
| Marco Kurz        | 2013. június 10.   | 2013. szeptember 30. |
| Ralph Hasenhüttl  | 2013. október 4.   | 2016. június 30.     |
| Markus Kauczinski | 2016. július 1.    | 2016. november 6.    |

## A mezek gyártói
- 2004 – 2006: Erreà
- 2006 – 2007: Adidas
- 2007 – 2010: Nike
- 2010 – 2019: Adidas
- 2019 – 2024: Puma
- 2024 – : Erreà

## Szezonok
| Szezon  | Bajnokság        | Osztály | Helyezés |
| 2004–05 | Bayernliga       | IV      | 2.       |
| 2005–06 | Bayernliga       | IV      | 1. ↑     |
| 2006–07 | Regionalliga Süd | III     | 5.       |
| 2007–08 | Regionalliga Süd | III     | 2. ↑     |
| 2008–09 | Bundesliga 2     | II      | 17. ↓    |
| 2009–10 | 3. Liga          | III     | 3. ↑     |
| 2010–11 | Bundesliga 2     | II      | 14.      |
| 2011–12 | Bundesliga 2     | II      | 12.      |
| 2012–13 | Bundesliga 2     | II      | 13.      |
| 2013–14 | Bundesliga 2     | II      | 10.      |
| 2014–15 | Bundesliga 2     | II      | 1. ↑     |
| 2015–16 | Bundesliga       | I       | 11.      |
| 2016–17 | Bundesliga       | I       | 17. ↓    |
| 2017–18 | Bundesliga 2     | II      | 9.       |
| 2018–19 | Bundesliga 2     | II      | 16. ↓    |
| 2019–20 | 3. Liga          | III     | 4.       |
| 2020–21 | 3. Liga          | III     | 3. ↑     |
| 2021–22 | Bundesliga 2     | II      | 18. ↓    |
| 2022–23 | 3. Liga          | III     | 11.      |
| 2023–24 | 3. Liga          | III     | 10.      |
| 2024–25 | 3. Liga          | III     |          |

## Magyar vonatkozások
A labdarúgó-csapatban korábban számos magyar, Futács Márkó és Hajnal Tamás is játszott.